# 율도 (목포시)
율도(栗島)는 전라남도 목포시 유달동에 속한 섬이다. 목포시에서 약 2km 정도 떨어져 있다.